# John Digby (3e comte de Bristol)
John Digby, 3e comte de Bristol (1634 – 18 septembre 1698) est un propriétaire foncier et homme politique anglais qui siège à la Chambre des communes de 1675 à 1677 lorsqu'il hérite de la Pairie en tant que comte de Bristol. Il est appelé Lord Digby de 1653 à 1677.

## Biographie
Il est le fils aîné de George Digby, 2e comte de Bristol et de son épouse Lady Anne Russell, fille de Francis Russell (4e comte de Bedford). Il est baptisé le 26 avril 1634. Il fait ses études en privé. En juillet 1660, il devient juge de paix pour le Dorset et le Somerset et commissaire pour oyer et terminer sur le circuit ouest. Il est commissaire aux égouts pour le Somerset à partir de décembre 1660 et commissaire à l'évaluation pour le Dorset de 1661 à 1674. Il est commissaire à l'évaluation du Somerset de 1664 à 1674. De 1672 à 1674, il est sous-lieutenant du Dorset. En 1676, il est élu député du Dorset lors d'une élection partielle au Parlement cavalier. En 1677, il hérite du comté de Bristol à la mort de son père le 24 mars et devient membre de la Chambre des lords. Il est Lord Lieutenant du Dorset à partir de 1679 et Custos Rotulorum de Dorset à partir de 1680. En 1683, il devient citoyen de Lyme Regis. En juin 1688, il est privé de ses fonctions de juge de paix, Lord Lieutenant et Custos, mais est réintégré quelques mois plus tard .
Il est décédé à l'âge de 64 ans environ et est enterré à l'abbaye de Sherborne .

## Famille
Il épouse le 26 mars 1656, Alice Bourne, fille de Robert Bourne de Blake Hall, Essex. Elle meurt en 1658 et il épouse en secondes noces le 13 juillet 1663, Rachel Wyndham, fille de Sir Hugh Wyndham (en) de Silton, Dorset, juge des Pleas Common et baron de l'Échiquier. Il n'a aucun enfant par aucune des deux femmes et le titre s'éteint à sa mort .